# Ličnaja žizn' Kuzjaeva Valentina
Ličnaja žizn' Kuzjaeva Valentina (Личная жизнь Кузяева Валентина) è un film del 1967 diretto da Il'ja Aleksandrovič Averbach e Igor' Fёdorovič Maslennikov.